# Gewalt und Pornografie
Zusammenhänge zwischen Gewalt und Pornografie sind seit Jahrzehnten Thema wissenschaftlicher Untersuchungen und politischer Debatten, wobei unter Gewalt oft verbotene sexuelle Gewalt verstanden wird. Das Vorhandensein von Zusammenhängen zwischen Pornografie und Sexualverbrechen wird von manchen Wissenschaftlern als wahrscheinlich angesehen, in welcher Stärke und in welche Richtung (also ob die Straftaten ab- oder zunehmen) sich beides gegenseitig beeinflusst, ist aber umstritten.

## Methodische Prinzipien
Bei der Untersuchung der Auswirkungen von Pornographie muss das Ausmaß ggf. vorhandener Gewaltdarstellung in den genutzten Medien berücksichtigt und zwischen Softcore-, Hardcore-, Gewaltpornographie und Vergewaltigungspornographie unterschieden werden. Zur Erforschung  von Zusammenhängen zwischen Pornographie und Gewalt werden (a) experimentelle Studien, häufig mit unauffälligen Studentenpopulationen, (b) Untersuchungen bei Sexualstraftätern, und (c) epidemiologische Studien an großen Bevölkerungsgruppen herangezogen. Fast immer werden ausschließlich Männer untersucht.

## Empirische Metaanalysen
In einer Metaanalyse von 33 experimentellen Studien mit insgesamt 2040 Probanden konnte gezeigt werden, dass Softcore-Pornographie (einfache Nacktdarstellungen) die Aggressivität senkt, während gewaltfreie Hardcore-Pornographie und Gewaltpornographie diese steigern, allerdings nur bei den Probanden, die zuvor provoziert und in einen gereizten Zustand versetzt (angered) worden waren. Diese unspezifische gereizte Ausgangsstimmung wird als eine wichtige Voraussetzung für die negative Wirkung von Pornographie betrachtet.
Oddone-Paolucci und Mitarbeiter fanden in einer weiteren Metaanalyse von 46 experimentellen Studien mit insgesamt 12.323 Probanden Korrelationen von Pornographie mit devianter Sexualität, mit sexueller Gewalt, mit einer negativen Einstellung gegenüber Intimbeziehungen und mit dem Vergewaltigungsmythos.
Daraus kann nach Berner und Hill geschlossen werden, dass Pornographie nur einer von vielen Einflussfaktoren auf die Entwicklung sexueller Gewalt ist. Als moderierende Einflussfaktoren auf die Wirkung von Pornographie kommen neben der Art der Pornographie (Gewaltlevel) und dem aktuellen emotionalen Zustand des Konsumenten (Wut, Ärger, Traurigkeit) auch das kulturelle (z. B. Geschlechtergleichheit, Permissivität für Gewaltanwendung) und familiäre Milieu (z. B. Umgang mit Sexualität, Traumatisierungen), Persönlichkeitsfaktoren (z. B. Bindungsstil, Feindseligkeit, Impulsivität, Intelligenz, sexuelle Präferenzen) und der Einfluss psychotroper Substanzen (Alkohol, Drogen) in Frage. Daher ist es wichtig, bezüglich der Wirkung von Pornographie zwischen verschiedenen Risikogruppen zu unterscheiden.
In einer Metaanalyse von 13 Studien zum Einfluss von Pornographie auf Sexualstraftäter (Gesamtzahl 2542) fand sich zwar kein Unterschied zwischen Sexualstraftätern und Kontrollgruppen bezüglich der Häufigkeit und dem Alter beim ersten Pornographiekonsum, aber Sexualstraftäter waren nach Pornographiekonsum signifikant häufiger sexuell aktiv, sei es in Form von Selbstbefriedigung, konsensuellen oder erzwungenen sexuellen Kontakten. Sie wurden zudem durch Pornographiekonsum stärker sexuell erregt, besonders durch Gewaltpornographie. Interessanterweise wurden die Sexualstraftäter durch konsensuelle Pornographie weniger erregt als die Kontrollprobanden.

## Experimentelle Studien
In einer experimentellen Studie mit 1713 Collegestudenten fand sich zwar in allen Risikogruppen (eingeteilt anhand der Merkmale feindselige Männlichkeit und Promiskuität) ein Zusammenhang zwischen Häufigkeit des Pornographiekonsums und sexueller Aggression. Dieser Effekt war aber am ausgeprägtesten in der Höchstrisikogruppe (13 % der Stichprobe): Personen mit dem häufigsten Pornographiekonsum zeigten 7-mal so häufig sexuelle Aggressionen wie diejenigen, die nie Pornographie konsumierten.
Ein kausaler Zusammenhang ist in beide Richtungen denkbar:
- Personen mit einer besonderen Bereitschaft für sexuelle Aggression konsumieren häufiger Pornographie.
- Pornographiekonsum fördert die sexuelle Aggressivität.

## Behavioristische Modelle und psychoanalytische Erklärungen
Laut dem Erregungs-Transfer-Modell führt Pornographie zu einer unspezifischen physiologischen Erregung, die nach Provokation in Wut überführt wird. Das Modell des sozialen Lernens postuliert, dass der Konsument sich mit dem Täter bzw. dem dominanten Partner in der pornographischen Darstellung identifiziert, diesen nachahmt. Nach der Desensitivierungstheorie gewöhnt sich der Konsument an die Verknüpfung von Sexualität und Gewalt, wie sie in entsprechenden Formen der Pornographie dargestellt wird. Auch kann es durch häufigen Pornographiekonsum zu einer Abstumpfung und Langeweile gegenüber gewaltfreier Pornographie kommen und ein Verlangen nach einem stärkeren Reiz, d. h. devianteren, eventuell gewalttätigeren Stimuli wachsen.
Nach psychodynamischen Theorien kann Pornographiekonsum als „narzisstische Plombe“ der Kompensation von Minderwertigkeits- und Ohnmachtsgefühlen, der Selbsttröstung oder Angstabwehr dienen und stellt in seinen devianten Formen eine „erotische Form von Feindseligkeit“ dar, wie sie von Robert Stoller in seinem Buch Perversion – Die erotische Form von Hass beschrieben wurde. Aus den zahlreichen pornografischen Gattungen wählte Stoller beispielhaft den von ihm so genannten „perversen Transvestitismus“, den er auf Fälle beschränkt wissen wollte, bei denen das Tragen der Kleidung des anderen Geschlechts fetischistischen Charakter habe und sexuelle Erregung erzeuge.

## Zusammenhang mit Straftaten
Im direkten Kontext von Sexualstraftaten kann Pornographie zu unterschiedlichen Zwecken dienen:
- der Eigenstimulationen des Täters vor der Tat,
- der Verführung des Opfers, besonders von Kindern und Jugendlichen, die häufig eine besondere Neugierde für solches, für sie ansonsten nicht leicht zugängliches Material haben,
- der späteren Selbststimulation nach einer Tat,
- kommerziellen Zwecken (z. B. Verkauf von Kinderpornographie).[12]

Selbststimulation vor der Sexualstraftat kommt relativ selten (13 %) bei Inzesttätern vor, aber immerhin zu gut einem Drittel bei heterosexuellen (36 %) wie homosexuellen (38 %), extrafamiliären Missbrauchstätern und Vergewaltigern (35 %). In zwei Befragungen von Sexualstraftätern gaben 16 % bzw. 27 % an, dass Pornographiekonsum zu ihrem devianten Sexualverhalten beitrug. Laut einer Untersuchung von Langevin und Cornoe nutzen 13 % der untersuchten Sexualstraftäter Pornographie zur Selbststimulation vor der Tat, die Hälfte zeigte dem Opfer bei der Tat pornographisches Material (meistens zur Verführung, manchmal auch zur Einschüchterung) und ein Drittel machte Aufnahmen von ihrem Opfer.

## Soziologische Argumente
Die die Korrelation Verneinenden führen Japan auf, ein Land, das für seine umfangreiche Vergewaltigungs-, BDSM- und Bondage-Pornografie bekannt ist (vgl. Japanische Pornografie), jedoch die niedrigste Kriminalitätsrate im Bereich sexueller Gewaltdelikte aller Industrienationen aufweist.
In Bezug auf Japan sind zahlreiche Studien zu beachten, die beispielsweise belegen, dass 69 % der befragten japanischen Oberschülerinnen in der U-Bahn unsittlich berührt wurden und dass laut einer Studie der Justice Ministry Research Group aus dem Jahre 2000 davon ausgegangen werden muss, dass nur elf Prozent aller Sexualdelikte zur Anzeige gebracht werden, da Opfer von Vergewaltigungen in Japan eher beschuldigt als geschützt worden seien.

Die die Korrelation Verneinenden führen eine Untersuchung als Längsschnittstudie 1991 auf, die trotz Zunahme von Menge und Verfügbarkeit sadomasochistischer Pornographie im Zeitraum zwischen 1964 und 1984 in Deutschland, Schweden, Dänemark und den USA ebenfalls keinen Zusammenhang mit der jeweiligen Vergewaltigungsrate findet. Die Vergewaltigungsrate in den europäischen Ländern blieb konstant. Die gleiche Studie stellt fest, dass trotz der Legalisierung von Pornografie in Deutschland 1973 die Zahlen für Vergewaltigungen durch Fremde und Gruppenvergewaltigungen im Zeitraum zwischen 1971 und 1987 konstant abnahmen. Diesem entsprechen auch die Ergebnisse der Studie für Dänemark und Schweden; sie stellt hierzu fest: 
„Insgesamt gab es keine Steigerung der tatsächlichen Anzahl der in Westdeutschland verübten Vergewaltigungen in den Jahren, in denen Pornografie legalisiert und weit verfügbar wurde.“
 Während zwischen 1964 und 1984 in Dänemark, Schweden und Deutschland die nichtsexuellen Gewaltverbrechen um rund 300 % zunahmen, ging trotz der leichteren Verfügbarkeit sexueller Materialien die Zahl der Sexualverbrechen eindeutig zurück.
Die aufgeführten Statistiken und Studien lassen einige Wissenschaftler darüber spekulieren, ob nicht eine umgekehrte Korrelation der Wahrheit wesentlich näher kommen könnte, dass also die weite Verbreitung von pornografischem Material potenziellen Straftätern eine allgemein sozial akzeptierte Möglichkeit anbieten könnte, ihre eigene Sexualität zu steuern.
Befürworter der Korrelation zwischen Pornografie und Gewalt halten vor allem eine in ihrer wissenschaftlichen Methodik häufig stark kritisierte Veröffentlichung von W. L. Marshall zum Gebrauch sexuell expliziter Darstellungen bei Vergewaltigern entgegen, die Zusammenhänge zwischen Pornografie und Gewalt aufzeigt. Demgegenüber weist der Sozialethiker G. Schreiber darauf hin, dass die Vorstellung eines einfachen Kausalzusammenhangs zwischen Pornografiekonsum und der Begehung von Sexualdelikten zu kurz greife: Bei der Entstehung von Sexualstraftaten „spielen unterschiedliche Faktoren und verschiedene Bedingungen eine Rolle, die hinsichtlich Wirkung und Nutzung von Pornographie zu berücksichtigen sind. Das Verhältnis von Pornographie und Sexualstraftaten ist zu komplex, als dass ihm mit linearen oder monokausalen Begründungsmustern beizukommen wäre.“